# David Stockton
David Stockton (ur. 24 czerwca 1991 w Spokane) – amerykański koszykarz występujący na pozycji rozgrywającego.
Występował przez lata w rozgrywkach letnich lig NBA. W 2014 reprezentował Phoenix Suns, rok później oraz w 2016 Sacramento Kings, w 2017 ponownie Phoenix Suns.
17 marca 2018 podpisał 10-dniową umowę z Utah Jazz. 1 sierpnia dołączył do niemieckiego Medi Bayreuth.
5 października 2019 został zawodnikiem Los Angeles Lakers. 15 października został zwolniony.
Pochodzi ze sportowej rodziny. Jest synem członka Koszykarskiej Galerii Sław – Johna Stocktona. Jego matka grała w siatkówkę, brat Houston w futbol amerykański na Uniwersytecie Montany, a brat Michael w koszykówkę, w Westminster College, w Salt Lake City.

## Osiągnięcia
Stan na 16 października 2019, na podstawie, o ile nie zaznaczono inaczej.
NCAA
- Uczestnik:
  - II rundy turnieju NCAA (2011–2014)
  - turnieju:
    - konferencji West Coast (WCC – 2011, 2013, 2014)
    - Portsmouth Invitational (2014)

  - sezonu regularnego West Coast (2011, 2013, 2014)
- Zaliczony do I składu turnieju WCC (2014)

Indywidualne
- Uczestnik meczu gwiazd G-League (2018)
- Zaliczony do II składu debiutantów D-League (2015)
- Zawodnik tygodnia D-League (9.03.2015)

Reprezentacja
- Uczestnik kwalifikacji do mistrzostw świata (2017)